# Ylimmäinen (sjö i Kuopio, Norra Savolax, Finland)
Ylimmäinen, en av sjöarna som ingår i Niittyjärvet, är en sjö i Finland. Den ligger i kommunen Kuopio i landskapet Norra Savolax, i den centrala delen av landet, 400 km norr om huvudstaden Helsingfors. Ylimmäinen ligger 167 meter över havet. I omgivningarna runt Ylimmäinen växer i huvudsak blandskog. Arean är 19,1 hektar och strandlinjen är 2,2 kilometer lång. Sjön  ingår i Vuoksens huvudavrinningsområde. 